# Pelota de béisbol

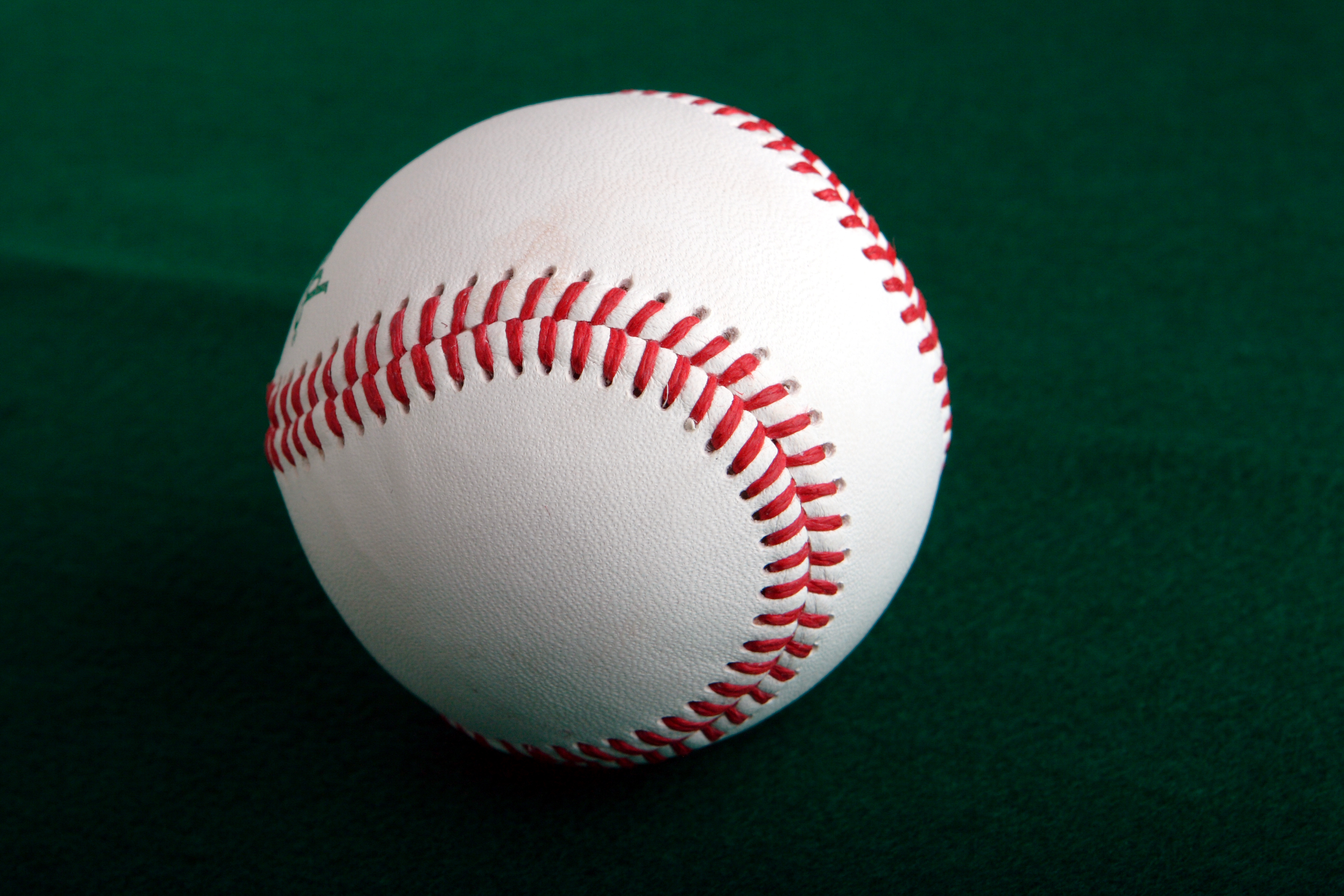
Pelota de béisbol.

Una pelota de béisbol es aquella que se utiliza para la práctica de dicho deporte. Su circunferencia es de 9 a 9+1⁄4 pulgadas (229–235 mm) –equivalente a un diámetro de 73–75 mm– y su peso es de 5 a 5+1⁄4 onzas (142–149 g). Algunas de estas pelotas pueden ser usadas en ligas infantiles. La construcción varía, generalmente el núcleo de la pelota es de corcho, caucho, o una mezcla de ambos, y en ocasiones puede constar de varias capas. A su alrededor están enrolladas varias capas de hilo, primero uno de mayor grosor que le dé volumen al centro, y se finaliza con un hilado de algodón más delgado, esto le permite que sea más lisa antes de ser cosida. Finalmente se colocan 2 cubiertas de piel en forma de 8, cada una tiene 108 perforaciones a su alrededor, lo que le permitirá ser cosida a la perfección, está costura se realiza con un hilo rojo, ya sea de nailon o poliéster. La costura enrollada es más plana y ofrece menor resistencia al viento. Este es el tipo de costura usado para las pelotas en las Grandes Ligas de Béisbol y es ideal para el juego.

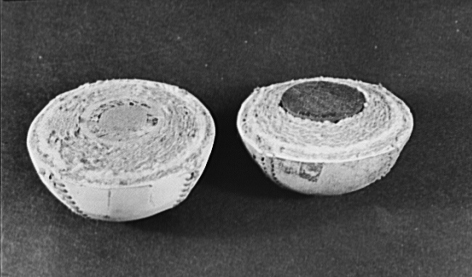
Corte de dos pelotas de béisbol, mostrando la composición de las pelotas. La de la izquierda es una pelota tradicional con centro de corcho, la de la derecha es una pelota de béisbol con centro de caucho utilizada durante la Segunda Guerra Mundial. El núcleo de caucho, tomado de las pelotas de golf, fue utilizado para compensar la escasez de materiales.

- Datos: Q791187
- Multimedia: Baseballs / Q791187